# Jag tror att jag är fast för dej
Jag tror att jag är fast för dej är ett studioalbum från 1984 av det svenska dansbandet Roosarna. Kikki Danielsson hade 1982 börjat sjunga med bandet, och medverkar som sångerska på vissa av sångerna.
Albumet innehåller bland annat en svenskspråkig tolkning av låten "Sweet Rosanna", som dock inte auktoriserades av originalförläggaren, varför det den 3 september 1985 meddelades att denna textversion inte fick spelas i radio- och TV-program.

## Låtlista
| Nr  | Titel                                                                            | Låtskrivare                                                 | Längd |
| --- | -------------------------------------------------------------------------------- | ----------------------------------------------------------- | ----- |
| 1.  | "Jag tror att jag är fast för dej" ("A Rockin' Good Way") (med Kikki Danielsson) | Brook Benton, Luchi De Jesus, Clyde Otis                    | ?     |
| 2.  | "Här kommer sommaren"                                                            | Tommy Stjernfeldt                                           | ?     |
| 3.  | "Det blåser kallt från norr" ("Spuren die der Wind verweht")                     | Tony Hendrick, Michael Kunze , Andreas Martin-Krause , Gaga | ?     |
| 4.  | "Stanna hos mig i natt" ("Why Can't We Spend the Night?")                        | Bob Mcdill, Hasse Carlsson                                  | ?     |
| 5.  | "Han frågar månen om sin vän" ("Talking to the Moon")                            | Don Henley, John David Suther, Maso Neat                    | ?     |
| 6.  | "En alldeles särskild sång" ("Song for You")                                     | Bob Marshall, John Milles, Maso Neat                        | ?     |
| 7.  | "Jag hade sökt dej" ("Marguerita Time")                                          | Bernie Frost, Francis Rossi                                 | ?     |
| 8.  | "Jag ser en morgondag" ("Don't Count the Rainy Days")                            | Jerry Careaga, Wayland Holyfield, Kikki Danielsson          | ?     |
| 9.  | "Woke up in Love"                                                                | James Preston Pennington                                    | ?     |
| 10. | "Rosanna" ("Sweet Rosanna")                                                      | B Moore, A Owens, Kikki Danielsson                          | ?     |
| 11. | "Michelle" ("Michelle")                                                          | Håkan Almqvist, Bobby Ljunggren                             | ?     |
| 12. | "Sång till friheten" (" El dia feliz que esta llegado")                          | Silvio Rodriguez, Björn Afzelius                            | ?     |

### Fotnoter
1. ↑  Jag tror att jag är fast för dej på Svensk mediedatabas
2. ↑  Linda Hjertén (18 februari 2003). ”Kikki sjunger ihop med sin ex-man igen” (på svenska). Aftonbladet. https://www.aftonbladet.se/nojesbladet/musik/a/KvzEPe/kikki-sjunger-ihop-med-sin-ex-man-igen. Läst 7 mars 2020.